# Dióxido de americio
El dióxido de americio (AmO2) es un compuesto de americio de color negro. En estado sólido, AmO2 adopta la estructura de la fluorita, CaF2. Se usa como fuente de partículas alfa.

## Uso histórico
La síntesis del dióxido de americio implica precipitar una solución de americio en una solución de ácido clorhídrico (HCl), tal y como ha sido descrito por el Laboratorio Nacional Oak Ridge. La demanda del dióxido de americio viene de la dificultad de almacenar el americio como líquido en la solución de ácido clorhídrico porque la radiación alfa y el ácido clorhídrico descomponen los contenedores de almacenamiento gradualmente. Para solucionar el problema del almacenamiento como líquido, el Laboratorio Nacional Oak Ridge descubrió una síntesis para convertir la solución de americio-ácido en una forma precipitada de americio para un manejo más seguro y un almacenamiento más eficaz.

## Síntesis  (1960)
La síntesis del dióxido de americio, descrita por el Laboratorio Nacional Oak Ridge, incluye hacer una solución de americio en ácido clorhídrico añadiendo americio al ácido clorhídrico, y neutralizando el ácido utilizando hidróxido de amonio (NH4OH).
Después de la neutralización usando hidróxido de amonio, un solución saturada de ácido oxálico fue añadida a la solución neutralizada. Esto causa que cristales grandes de oxalato de americio empiecen a crecer; una vez la precipitación está completa, se añade ácido oxálico, una vez más, para lograr una pasta. Se agita la pasta de oxalato de americio y ácido oxálico y el oxalato de americio es filtrado, lavado con agua, y parcialmente secado haciendo que el aire fluya sobre este. Los investigadores del Laboratorio Nacional Oak Ridge notaron que el oxalato de americio filtrado tiene un aspecto de "color rosa polvoriento".
Entonces, se añade el oxalato de americio a un bol de platino para calcinarlo. Se seca el precipitado de oxalato de americio en un horno y se empezará a descomponer a 350 °C. Cuando empieza a descomponerse, el oxalato se convertirá en el dióxido de americio negro deseado; para asegurar que no queda ningún resto de oxalato en el dióxido en formación, la temperatura de horno se aumenta y mantiene en 800 °C y entonces se deja enfriar a temperatura ambiente.

## Aleaciones de americio-aluminio
Las aleaciones de americio-aluminio se pueden formar fundiendo dióxido de americio con aluminio y un fundente adicional. La aleación creada puede experimentar irradiación neutrónica para producir nucleidos transuránicos. Un elemento transuránico es uno con un número atómico más alto que el uranio (92) y, como ha sido descrito en el perfil de toxicología, los nucleidos son elementos (e isótopos de elementos) que emiten radiación y pueden convertirse en un isótopo diferente o en un isótopo elemental completamente diferente.